# Endecatomus reticulatus
Endecatomus reticulatus is een keversoort uit de familie Endecatomidae. De wetenschappelijke naam van de soort is voor het eerst geldig gepubliceerd in 1793 door Herbst.